# Dyskografia Ciary
Artykuł przedstawia całkowitą dyskografię amerykańskiej wokalistki R&B Ciary. Artystka w sumie wydała sześć albumów studyjnych, osiemnaście singli oraz osiemnaście teledysków dzięki wytwórni Sony BMG Music.

## Albumy studyjne
| Rok  | Informacje                                                                                           | Pozycje na listach | Pozycje na listach | Pozycje na listach | Pozycje na listach | Pozycje na listach | Sprzedaż i certyfikaty                                                                                |
| Rok  | Informacje                                                                                           | US                 | UK                 | CAN                | AUS                | GER                | Sprzedaż i certyfikaty                                                                                |
| ---- | --- | ------------------ | ------------------ | ------------------ | ------------------ | ------------------ | --- |
| 2004 | Goodies - Pierwszy album studyjny - Wydany: 24 września 2004 - Formaty: CD, digital download         | 3                  | 26                 | 22                 | 46                 | 59                 | - Certyfikat CRIA: Platyna - RIAA: 3x Platyna - Sprzedaż US: 3.000.000 - Sprzedaż światowa: 5.000.000 |
| 2006 | Ciara: The Evolution - Drugi album studyjny - Wydany: 5 grudnia 2006 - Formaty: CD, digital download | 1                  | 17                 | 32                 | 76                 | 32                 | - RIAA: Platyna - Sprzedaż US: 1.300.000 - Sprzedaż światowa: 3.000.000+                              |
| 2009 | Fantasy Ride - Trzeci album studyjny - Wydany: 5 maja 2009 - Formaty: CD, digital download           | 3                  | 9                  | 2                  | 39                 | 77                 | - Sprzedaż US: 200.000+ - Sprzedaż światowa: 500.000+                                                 |
| 2010 | Basic Instinct - Czwarty album studyjny - Wydany: 10 grudnia 2010 - Formaty: CD, digital download    | 44                 | -                  | -                  | -                  | -                  | |
| 2010 | Ciara - Piąty album studyjny - Wydany: 9 lipca 2013 - Formaty: CD, digital download                  | 2                  | 42                 | 21                 | 35                 | -                  | |
| 2015 | Jakie - Szósty album studyjny - Wydany maj 2015 - Formaty: CD, digital download                      |                    |                    |                    |                    |                    | |

## Single
| 2004                                                                                             | „Goodies” (featuring Petey Pablo)                         | 1   | 1   | 19  | 1   | 4   | 10  | 10  | 27  | 10  | Goodies                    |
| 2004                                                                                             | „1, 2 Step” (featuring Missy Elliott)                     | 2   | 3   | 2   | 1   | 3   | 2   | 7   | 31  | 5   | Goodies                    |
| 2005                                                                                             | „Oh” (featuring Ludacris)                                 | 2   | 4   | 7   | 49  | 7   | 5   | 7   | 48  | 11  | Goodies                    |
| 2005                                                                                             | „And I” [1]                                               | 96  | –   | –   | –   | –   | –   | –   | –   | –   | Goodies                    |
| 2006                                                                                             | „Get Up” (featuring Chamillionaire) [2]                   | 7   | –   | –   | –   | –   | 5   | 29  | –   | 17  | Ciara: The Evolution       |
| 2006                                                                                             | „Promise” [1]                                             | 11  | –   | –   | –   | –   | –   | –   | –   | –   | Ciara: The Evolution       |
| 2007                                                                                             | „Like a Boy”                                              | 19  | 16  | –   | 46  | 11  | 29  | 29  | 20  | 16  | Ciara: The Evolution       |
| 2007                                                                                             | „Can’t Leave’Em Alone” (featuring 50 Cent) [2]            | 40  | –   | –   | –   | –   | 4   | 44  | –   | 67  | Ciara: The Evolution       |
| 2009                                                                                             | „Never Ever” (featuring Young Jeezy)                      | 66  | –   | –   | –   | –   | –   | –   | –   | –   | Fantasy Ride               |
| 2009                                                                                             | „Love Sex Magic” (featuring Justin Timberlake)            | 10  | 5   | 5   | 6   | 4   | 6   | 7   | 7   | 11  | Fantasy Ride               |
| 2009                                                                                             | „Like a Surgeon” [1]                                      | –   | –   | –   | –   | –   | –   | –   | –   | –   | Fantasy Ride               |
| 2009                                                                                             | „Work” (featuring Missy Elliott) [3]                      | –   | 52  | 57  | –   | 31  | 47  | 63  | –   | 78  | Fantasy Ride               |
| 2010                                                                                             | „Ride” (featuring Ludacris)                               | 42  | 75  | 75  | 31  | –   | –   | –   | –   | –   | Basic Instinct             |
| 2010                                                                                             | „Speechless”                                              | –   | –   | –   | –   | –   | –   | –   | –   | –   | Basic Instinct             |
| 2010                                                                                             | „Gimmie Dat”                                              | –   | 111 | –   | –   | –   | –   | –   | –   | –   | Basic Instinct             |
| 2012                                                                                             | „Sorry”                                                   | –   | 173 | –   | –   | –   | –   | –   | –   | –   | Brak albumu                |
| 2012                                                                                             | „Got Me Good”                                             | –   | –   | –   | –   | –   | –   | –   | –   | –   | Brak albumu                |
| 2013                                                                                             | „Body Party”                                              | 22  | –   | –   | –   | –   | –   | –   | –   | –   | Ciara                      |
| 2013                                                                                             | „I’m Out” (featuring Nicki Minaj)                         | 44  | 54  | 41  | 86  | –   | –   | 26  | –   | –   | Ciara                      |
| Gościnnie                                                                                        |                                                           |     |     |     |     |     |     |     |     |     |                            |
| 2005                                                                                             | „Like You” (Bow Wow & Ciara)                              | 3   | 19  | 16  | –   | –   | –   | 39  | –   | 72  | Wanted                     |
| 2005                                                                                             | „Lose Control” (Missy Elliott feat. Ciara & Fatman Scoop) | 3   | 7   | 7   | –   | 1   | 2   | 25  | –   | 21  | The Cookbook               |
| 2006                                                                                             | „So What” (Field Mob & Ciara)                             | 10  | 56  | 40  | –   | –   | –   | –   | –   | –   | Light Poles and Pine Trees |
| 2007                                                                                             | „Promise Ring” (Tiffany Evans & Ciara)                    | 101 | –   | –   | –   | –   | –   | –   | –   | –   | Tiffany Evans              |
| 2008                                                                                             | „Stepped on My J’z” (Nelly feat. Ciara & Jermaine Dupri)  | 90  | –   | –   | –   | –   | –   | –   | –   | –   | Brass Knuckles             |
| 2008                                                                                             | „Just Stand Up!” (z wieloma artystkami)                   | 11  | 26  | 38  | 10  | 11  | 19  | –   | –   | –   | Singel charytatywny        |
| 2009                                                                                             | „Takin’ Back My Love” (Enrique Iglesias & Ciara)          | –   | 12  | –   | –   | 7   | –   | NR  | 2   | NR  | Greatest Hits              |
|                                                                                                  |                                                           | US  | UK  | AUS | CAN | IRL | NZL | GER | FRA | SWI |                            |
|                                                                                                  | Single numer jeden                                        | 1   | 1   | –   | 2   | 1   | –   | –   | –   | –   |                            |
|                                                                                                  | Single w Top 10                                           | 8   | 5   | 4   | 4   | 6   | 7   | 2   | 1   | 2   |                            |
|                                                                                                  | Single w Top 40                                           | 11  | 9   | 8   | 3   | 9   | 9   | 7   | 4   | 6   |                            |
| „–” oznacza, że singel się ukazał, lecz nie zajął pozycji w notowaniu bądź nigdy się nie ukazał. |                                                           |     |     |     |     |     |     |     |     |     |                            |

Adnotacje
NR – W krajach niemieckojęzycznych singel „Takin’ Back My Love” wydany został z gościnnym udziałem Sarah Connor.
- 1 ^ Utwór wydany jedynie w Ameryce Północnej.
- 2 ^ Utwór wydany jedynie w Europie w formacie digital download.
- 3 ^ Utwór wydany poza Ameryką Północną.

### Certyfikaty singli
- ARIA: AUS CRIA: CAN RIAA: USA BPI: UK

- „Goodies”

Certyfikat USA digital download: Złoto
Certyfikat USA mastertone: Platyna
- „1, 2 Step”

Certyfikat AUS: Platyna
Certyfikat CAN: Platyna
Certyfikat NZL: Złoto
Certyfikat USA digital download: Platyna
Certyfikat USA mastertone: Platyna
- „Oh”

Certyfikat AUS: Złoto
Certyfikat USA digital download: Złoto
Certyfikat USA mastertone: Platyna
- „Get Up”

Certyfikat USA digital download: Złoto
- „Promise”

Certyfikat USA mastertone: Platyna
- „Like a Boy”

Certyfikat USA digital download: Złoto
Certyfikat USA mastertone: Złoto
- „Can’t Leave’Em Alone”

Certyfikat USA mastertone: Złoto
- „Love Sex Magic”

Certyfikat AUS: Platyna
Certyfikat NZ: Złoto

## Pozostałe utwory
Goodies
- 2004 – „Got Me Waiting” (ponownie nagrany przez Fantasię na krążek Free Yourself)
- 2005 – „Crazy” (Utwór bonusowy na Goodies oraz Goodies: The Videos & More Bonus CD)
- 2005 – „Represent Me” (Goodies: The Videos & More Bonus CD)
- 2005 – „Insecure” (Niewydany/wyciek)
- 2005 – „Never Give Up”[8]
- 2005 – „Rattla” (Niewydany/wyciek)

Ciara: The Evolution
- 2006 – „Love You Better” (Utwór bonusowy na Ciara: The Evolution, „Like a Boy” singel, „Can’t Leave’Em Alone” singel)
- 2007 – „Addicted” (Europejski utwór bonusowy na Ciara: The Evolution)
- 2007 – „Do It” (featuring will.i.am) (Europejski utwór bonusowy na iTunes Ciara: The Evolution)
- 2007 – „More Than a Queen”[9]
- 2007 – „Role Call”[9]

Fantasy Ride
- 2008 – „Click Flash”[10]

### Gościnnie na albumach
| Rok  | Utwór                                                          | Album                                          |
| ---- | -------------------------------------------------------------- | ---------------------------------------------- |
| 2003 | „I Wish” (ATL featuring Ciara)                                 | The ATL Project                                |
| 2003 | „It's Us” (ATL featuring Ciara)                                | The ATL Project                                |
| 2005 | „Roll wit' You”                                                | Trener (soundtrack)                            |
| 2005 | „Lose Control” (Missy Elliott featuring Ciara & Fat Man Scoop) | The Cookbook                                   |
| 2005 | „Like You” (Bow Wow featuring Ciara)                           | Wanted                                         |
| 2006 | „So What” (Field Mob featuring Ciara)                          | Light Poles and Pine Trees                     |
| 2006 | „Get Up” (featuring Chamillionaire)                            | Step Up: Taniec zmysłów (soundtrack)           |
| 2006 | „Wanna Move” (Diddy featuring Ciara, Big Boi Scar)             | Press Play                                     |
| 2008 | „Stepped On My J’z” (Nelly featuring Ciara & Jermaine Dupri)   | Brass Knuckles                                 |
| 2008 | „Just Stand Up!” (Różni wykonawcy)                             | Singel charytatywny                            |
| 2008 | „Blowing Up” (T-Pain featuring Ciara)                          | Thr33 Ringz                                    |
| 2009 | „Takin’ Back My Love” (Enrique Iglesias featuring Ciara)       | Greatest Hits                                  |
| 2009 | „Never Like This” (Big Boi featuring Ciara & Jadakiss)         | Sir Luscious Left Foot: The Son of Chico Dusty |

## DVD
| Rok  | DVD |
| ---- | --- |
| 2005 | Goodies: The Videos & More - Wydany: 12 lipca 2005 - Wytwórnia: Sony BMG Music - Certyfikat RIAA: Platyna |

## Teledyski
| Rok  | Utwór                                          | Album                | Reżyser        |
| ---- | ---------------------------------------------- | -------------------- | -------------- |
| 2004 | „Goodies” (featuring Petey Pablo)              | Goodies              | Benny Boom     |
| 2004 | „1, 2 Step” (featuring Missy Elliott)          | Goodies              | Benny Boom     |
| 2005 | „Oh” (featuring Ludacris)                      | Goodies              | Fat Cats       |
| 2005 | „And I”                                        | Goodies              | Fat Cats       |
| 2006 | „Get Up” (featuring Chamillionaire)            | Ciara: The Evolution | Joseph Kahn    |
| 2006 | „Promise”                                      | Ciara: The Evolution | Diane Martel   |
| 2007 | „Like a Boy”                                   | Ciara: The Evolution | Diane Martel   |
| 2007 | „Can’t Leave’Em Alone” (featuring 50 Cent)     | Ciara: The Evolution | Fat Cats       |
| 2007 | „That’s Right” (featuring Lil Jon)             | Ciara: The Evolution | Fat Cats       |
| 2008 | „Go Girl” (featuring T-Pain)                   | Fantasy Ride         | Melina         |
| 2009 | „Never Ever” (featuring Young Jeezy)           | Fantasy Ride         | Chris Robinson |
| 2009 | „Love Sex Magic” (featuring Justin Timberlake) | Fantasy Ride         | Diane Martel   |
| 2009 | „Like a Surgeon”                               | Fantasy Ride         | Melina         |
| 2009 | „Work” (featuring Missy Elliott)               | Fantasy Ride         | Melina         |

### Gościnnie
| Rok  | Utwór                 | Artysta                          | Album                      | Reżyser       |
| ---- | --------------------- | -------------------------------- | -------------------------- | ------------- |
| 2005 | „Like You”            | Bow Wow featuring Ciara          | Wanted                     | Bryan Barber  |
| 2005 | „Lose Control”        | Missy Elliott featuring Ciara    | The Cookbook               | Dave Meyers   |
| 2006 | „So What”             | Field Mob featuring Ciara        | Light Poles and Pine Trees | Jesse Terrero |
| 2007 | „Promise Ring”        | Tiffany Evans featuring Ciara    | Tiffany Evans              | Fat Cats      |
| 2008 | „Stepped on My J’z”   | Nelly featuring Ciara & J.D      | Brass Knuckles             | Benny Boom    |
| 2009 | „Takin’ Back My Love” | Enrique Iglesias featuring Ciara | Greatest Hits              | Ray Kay       |